# Lu Ying
Lu Ying (Shanghai, 22 gennaio 1989) è una nuotatrice cinese.

## Palmarès
- Olimpiadi

Londra 2012: argento nei 100m farfalla.
- Mondiali:

Shanghai 2011: argento nella 4x100m misti e bronzo nei 100m farfalla.
Barcellona 2013: argento nei 50m farfalla.
Kazan 2015: oro nella 4x100m misti, bronzo nei 50m farfalla e nei 100m farfalla.
- Mondiali in vasca corta

Istanbul 2012: oro nei 50m farfalla.
Doha 2014: argento nei 100m farfalla.
- Giochi PanPacifici

Gold Coast 2014: argento nei 100m farfalla.
- Giochi Asiatici

Canton 2010: bronzo nei 50m farfalla.
Incheon 2014: oro nei 50m farfalla e argento nei 100m farfalla.
- Campionati asiatici

Dubai 2012: oro nei 50m farfalla, nei 100m farfalla e nella 4x100m misti.
Tokyo 2016: argento nei 50m farfalla.
- Universiadi

Shenzen 2011: oro nei 50m farfalla, nei 100m farfalla e nella 4x100m misti e bronzo nella 4x100m sl e nella 4x200m sl.
Gwangju 2015: oro nei 50m farfalla e nei 100m farfalla.